# Kathryn Stockett
Kathryn Stockett (født 1969 i Jackson, Mississippi) er en forfatter fra USA. Hun er kendt for sin debutroman Niceville som udkom i USA i 2009. Romanen på 496 sider toppede bestsellerlisterne i USA få måneder efter sin udgivelse. Bogen blev filmatiseret i 2011 og blev en succes i USA. Filmen havde præmier i Danmark i 17. november 2011 med titlen The help.

## Biografi
Kathryn Stockett er fra Jackson, Mississippi. Hun studerede ved University of Alabama, hvor hun fik en grad i engelsk og kreativ skrivning. Derefter flyttede hun til New York City. Siden flyttede hun til Atlanta, hvor hun i dag bor med sin mand og datter.

## Debutromanen
Debutromanen Niceville handler om forholdet mellem sorte hushjælper og deres hvide fruer i Mississippi i begyndelsen af 1960erne. Kathryn Stockett voksede selv op med en afroamerikansk hushjælp og en fraværende mor.